# Tramwaje w Leicesterze

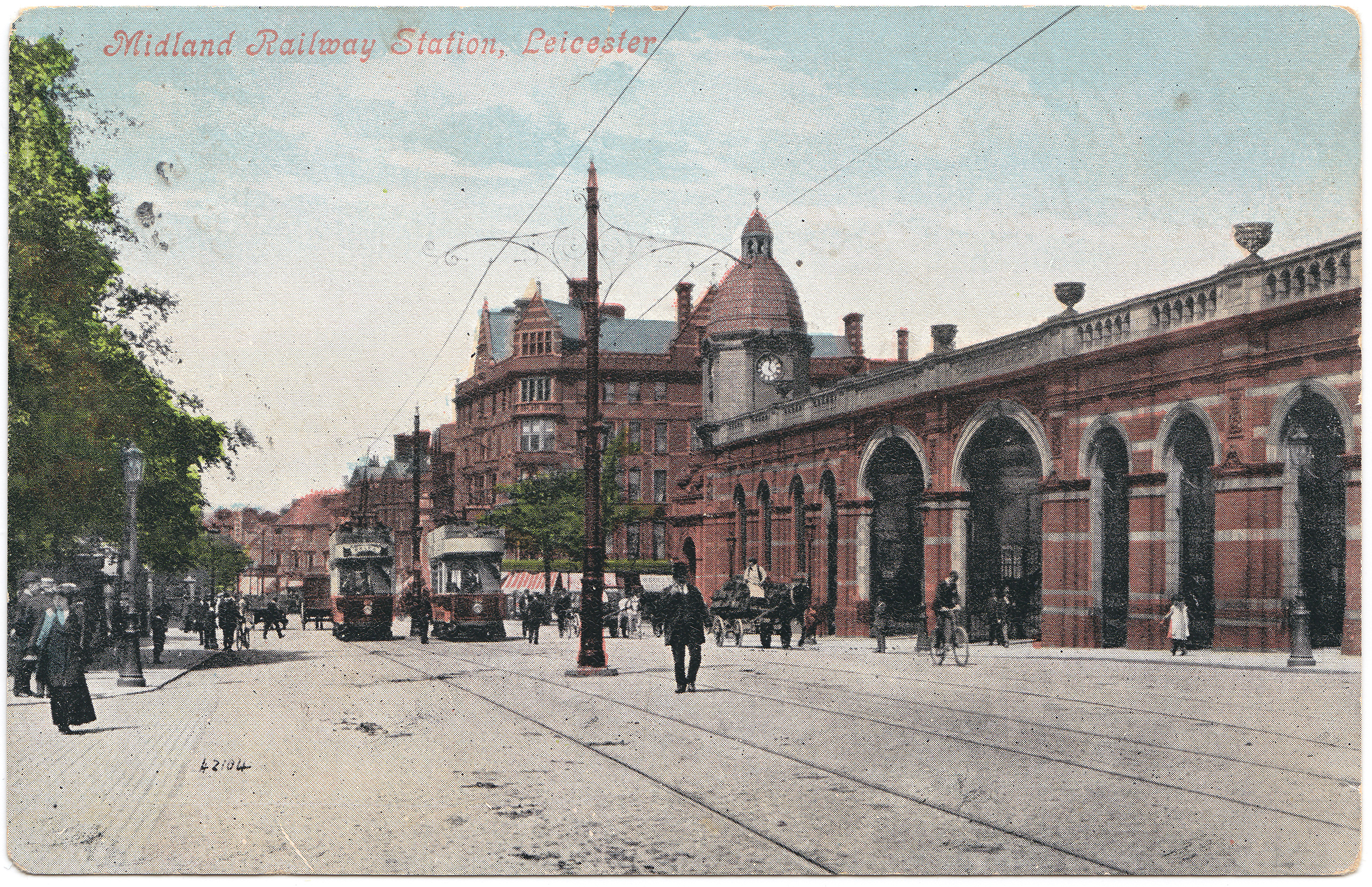
Tramwaje przy dworcu kolejowym w 1908 r.

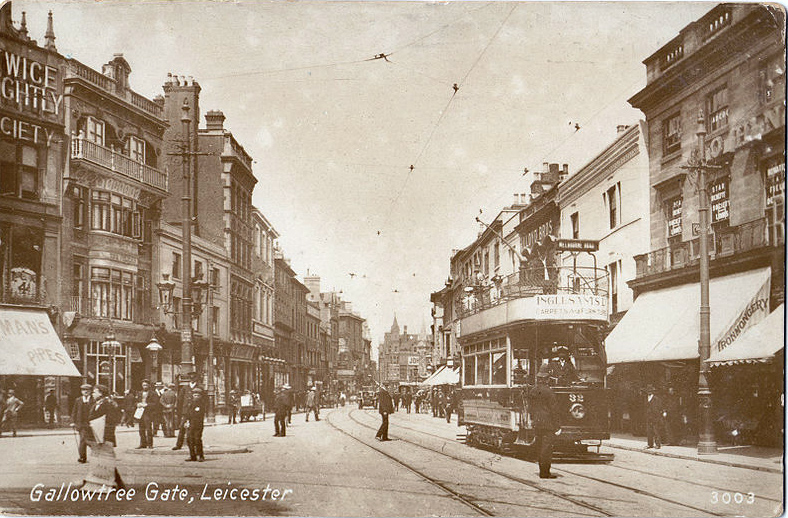
Gallowtree Gate, Leicester

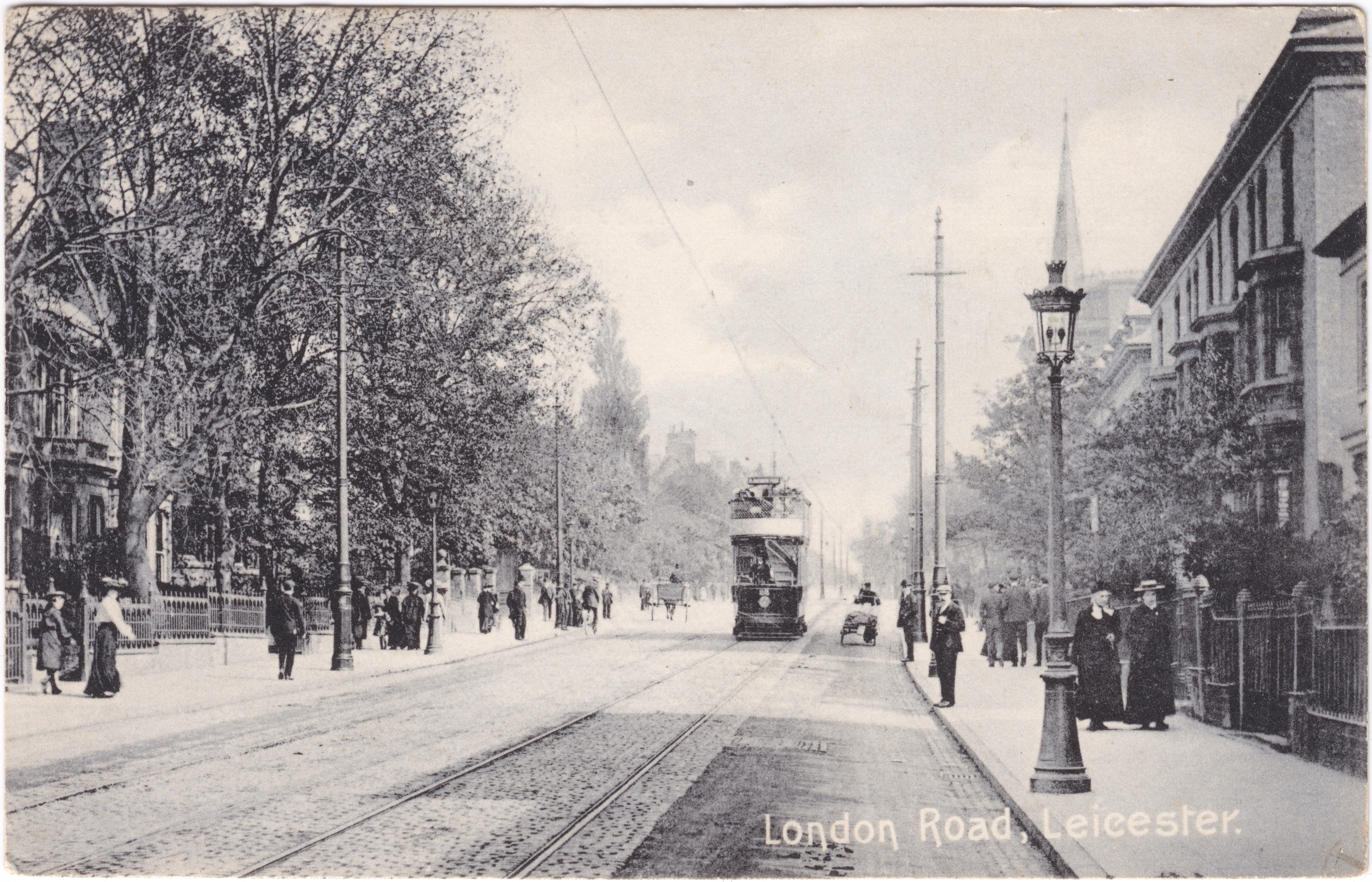
Tramwaj na ul.London Road w 1905 r.

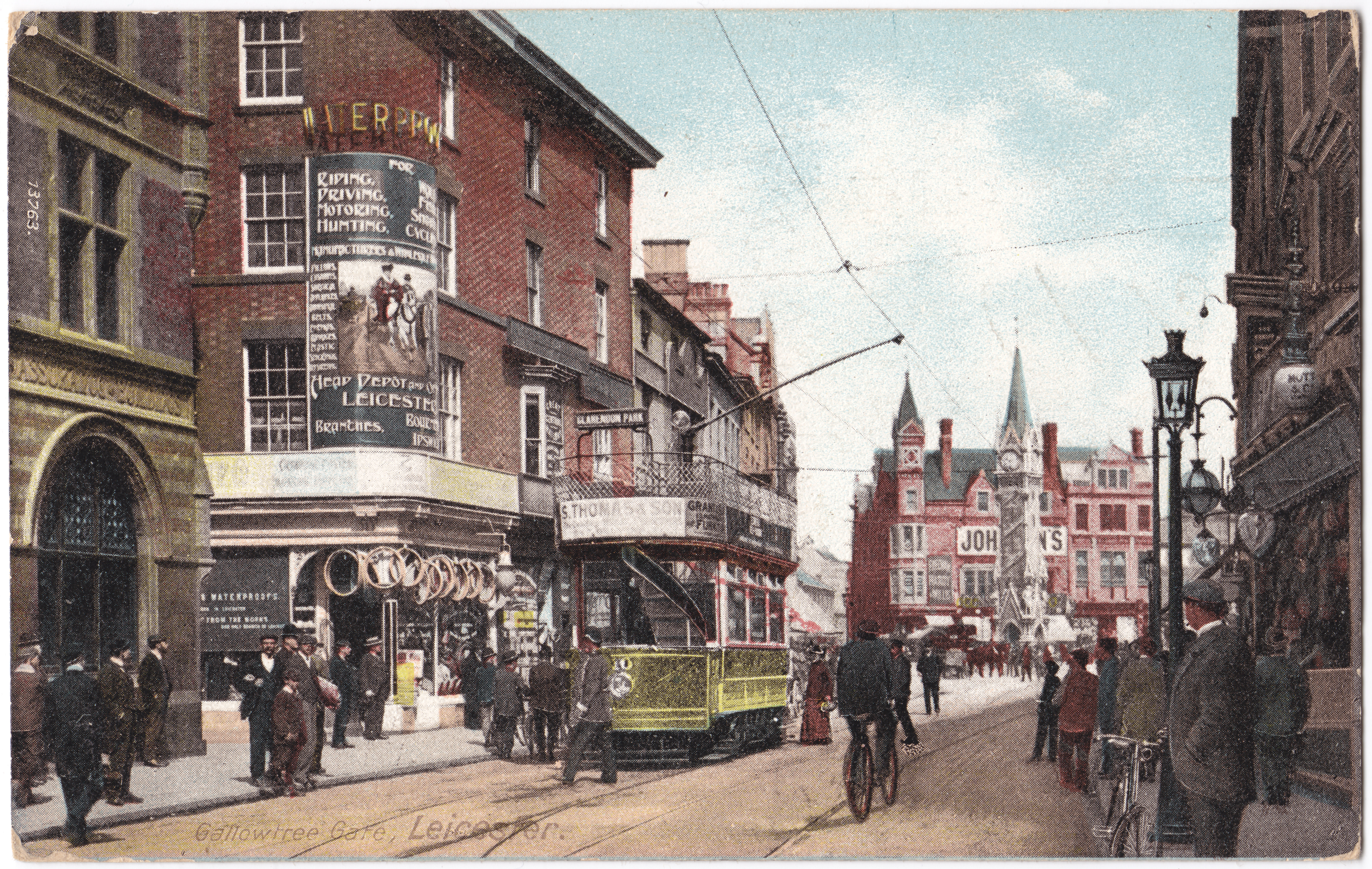
Tramwaj na Gallowtree Gate w 1905 r.

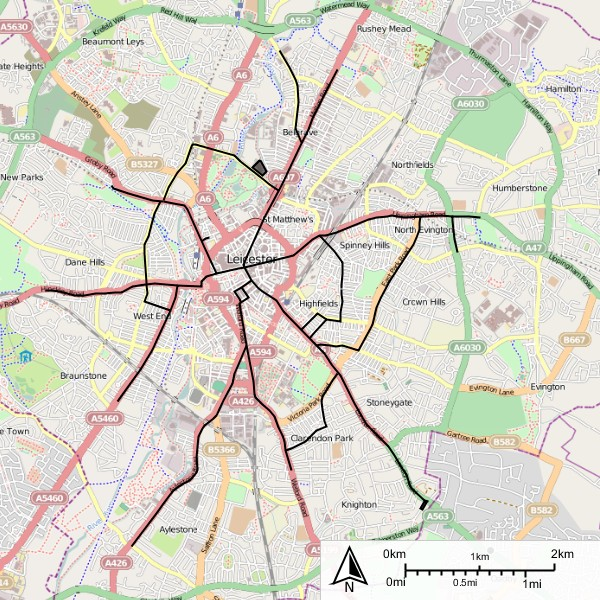
Schemat linii

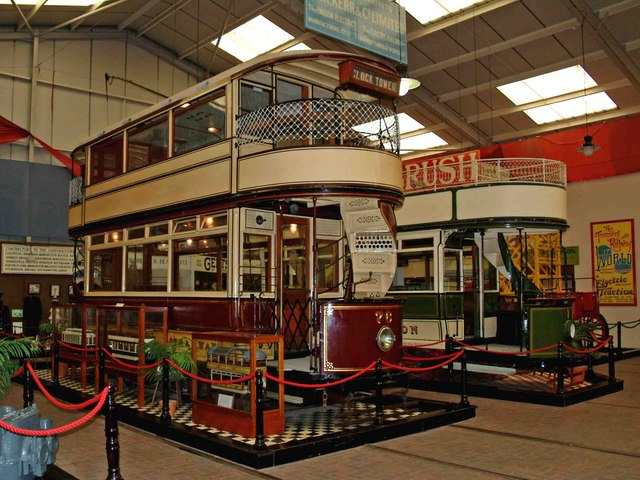
Tramwaj numer 76

Tramwaje w Leicesterze – sieć linii tramwajowych powstała w mieście Leicester w Wielkiej Brytanii. Komunikacja tramwajowa funkcjonowała w latach 1874-1949 r.
Pierwsze tramwaje konne kursowały w 1874 roku. Pierwsza linia kursowała od Clock Tower (Wieży Zegarowej) do ul. Belgrave.
Następnie dodano kolejne linie do West Humberstone i Victoria Park, które zostały otwarte w 1875 r. W 1878 rozszerzono o kolejne linie do Victoria Park wzdłuż ulicy London Road do Knighton Road i nowych arterii wzdłuż Aylestone Road i Woodgate.
W 1904 roku uruchomiono tramwaje elektryczne.
Zajezdnia tramwajowa znajdowała się przy ulicy Abbey Park Road.
Linie tramwajowe zlikwidowano w latach czterdziestych XX wieku. Ostatnia linia zamknięta i zlikwidowana w 1949 roku.

## Trasy linii tramwajowych
| TRASY                                                                                               | Otwarcie | Elektryczne | Zamknięcie |
| --------------------------------------------------------------------------------------------------- | -------- | ----------- | ---------- |
| Clock Tower – Folly Inn, Belgrave                                                                   | 1874     | 1904        |            |
| Clock Tower – Humberstone Gate – Humberstone Road (Ash Street)                                      | 1875     | 1904        | 1949       |
| Clock Tower – London Road – Victoria Park Road                                                      | 1875     | 1904        | 1949       |
| Victoria Park Road – Knighton Drive                                                                 | 1878     | 1904        |            |
| Aylestone Road                                                                                      | 1878     | 1904        | 1947       |
| Clock Tower – Churchgate – Woodgate                                                                 | 1878     | 1904        |            |
| London Road – Melbourne Road – Humberstone Road                                                     | 1904     | 1904        | 1933       |
| Clock Tower – High Street – Braunston Circle                                                        | 1904     | 1904        |            |
| Braunston Circle – Hinckley Road – Western Park                                                     | 1904     | 1904        |            |
| Braunston Circle – Narborough Road                                                                  | 1904     | 1904        |            |
| Hinckley Road – Fosse Road – Woodgate – Great Central Street – High Street                          | 1904     | 1904        |            |
| High Street – Groby Road                                                                            | 1904     | 1904        |            |
| Belgrave Road – Melton Road                                                                         | 1905     | 1905        |            |
| Fosse Road – Braunstone Gate                                                                        | 1915     | 1915        |            |
| Clarendon Park – Welford Road – Aylestone Road                                                      | 1922     | 1922        |            |
| Groby Road – Blackbird Road – Abbey Park Road – Belgrave Road                                       | 1924     | 1924        |            |
| Humberstone Road – Coleman Road                                                                     | 1927     | 1927        | 1938       |
| Humberstone Road – Uppingham Road – St Barnabas Road – East Park Road – Evington Road – London Road |          |             |            |